# Obozy koncentracyjne w II Rzeczypospolitej
Obozy koncentracyjne w II Rzeczypospolitej – termin „polskich obozów koncentracyjnych” używany jest przez media i polityków rosyjskich dla określenia jenieckich obozów dla sowieckich żołnierzy wziętych do niewoli w trakcie wojny polsko-bolszewickiej z lat 1919–1920 oraz powojennych obozów tworzonych na terenie Polski po 1945 roku przez NKWD.

## Historia
Chociaż w przeważającej liczbie określenie „polskie obozy koncentracyjne” jest stosowane przez media w odniesieniu do niemieckich obozów koncentracyjnych znajdujących się na terenie okupowanej Polski, to bywa również używane do określania obozów jenieckich dla wziętych do niewoli czerwonoarmistów podczas wojny polsko-bolszewickiej. Część rosyjskich historyków używa w Rosji sformułowania „Polskie obozy koncentracyjne” w odniesieniu do obozów jenieckich dla rosyjskich jeńców wojennych.
Polska nie zbudowała jednak wówczas żadnych nowych obozów, a „...jedynie przejęła obiekty, które stworzone zostały przez Niemców lub Austriaków podczas I wojny światowej w celu przetrzymywania jeńców rosyjskich. W większości były to obozy ziemiankowe, zbudowane przez samych jeńców rosyjskich od jesieni 1914 r.” Część rosyjskich środowisk politycznych oskarża Polaków o to, że jeńcy radzieccy byli poddawani celowej eksterminacji przez polskie władze obozowe (masowe rozstrzeliwania) chociaż wspólne polsko-rosyjskie badania historyczne ustaliły, że przyczyną ich śmierci była epidemia chorób zakaźnych spowodowana fatalnymi warunkami sanitarnymi panującymi w obozach jenieckich.
Po ujawnieniu treści polsko-rosyjskich badań część rosyjskich mediów postawiła jednak tezę, że przedwojenne polskie władze celowo zaniechały działania mające na celu zahamowanie epidemii aby doprowadzić do jak największej liczby zgonów wśród rosyjskich jeńców. Tezom tym przeczą przedwojenne dokumenty i relacje osób zaangażowanych w walkę z epidemią. Istotne światło na to zagadnienie rzucają pamiętniki polskiego epidemiologa prof. Feliksa Przesmyckiego, który przybył do obozu w Strzałkowie w styczniu 1921 roku na polecenie polskich władz. Przesmycki przez sześć tygodni poradził sobie z epidemią cholery szalejącą w obozie, a jego doświadczenia z tego okresu opisał we wspomnieniach znajdujących się w bibliotece Narodowego Instytutu Zdrowia Publicznego.
Kolejne zastosowanie terminu „polskich obozów koncentracyjnych” ma miejsce wobec obozów karnych znajdujących się w przedwojennej lub powojennej Polsce. Zdaniem niektórych historyków, przede wszystkim zagranicznych, można mówić o rzeczywistym istnieniu polskiego obozu koncentracyjnego w przypadku Berezy Kartuskiej, gdzie przetrzymywano działaczy m.in. Organizacji Ukraińskich Nacjonalistów (OUN), Komunistycznej Partii Zachodniej Białorusi (KPZB), Komunistycznej Partii Polski (KPP), Polskiej Partii Socjalistycznej (PPS), RNRF i Obozu Narodowo-Radykalnego (ONR). Według różnych szacunków przez 5 lat w Berezie kartuskiej zanotowano od 4 do 20 przypadków śmierci. Agnieszka Knyt z ogólnej liczby 3 tysięcy więźniów uwięzionych w Berezie do końca sierpnia 1939 podaje 13 zgonów. Norman Davies podaje w swojej książce dotyczącej historii Polski pt. „Boże igrzysko” liczbę 17 ofiar śmiertelnych. Natomiast ukraiński historyk Viktor Idzio w książce o UPA, podaje liczbę aż 300 ofiar, przy czym pisząc o tych wydarzeniach postuluje, że w dwudziestoleciu międzywojennym w Polsce odbywały się „czystki etniczne” na ludności ukraińskiej.
Termin „polskie obozy koncentracyjne” na określenie Berezy kartuskiej chętnie wykorzystywała w swoich publikacjach propaganda Polskiej Rzeczypospolitej Ludowej uzasadniając tym tezę o antydemokratycznym i represyjnym charakterze kapitalistycznego systemu politycznego II Rzeczypospolitej oraz dyktatorskim zapędom Józefa Piłsudskiego.